# سيزار غارسيا (لاعب كرة قدم)
سيزار غارسيا (بالإنجليزية: Cesar Garcia)‏ هو لاعب كرة قدم أمريكي في مركز الوسط، ولد في 4 أغسطس 2002 في دالاس في الولايات المتحدة.